# Kamchiya
Kamchiya (em búlgaro:  Камчия), também Kamchia e Kamčija, é um rio com 244 km de comprimento na Bulgária oriental e o maior da península Balcânica a desaguar no Mar Negro. Ele nasce da confluência de dois rios que partiram da cordilheira dos Balcãs, o Golyama Kamchiya (ele próprio nascido da confluência dos rios Ticha e Vrana) e Luda Kamchiya, segue para o leste, desembocando a 25 km ao sul de Varna, no Resort de Kamchiya.

## História
Na antiguidade, o rio era conhecido como Panisos; posteriormente, os eslavos chamaram-no de Ticha (Tiča) e acredita-se que o seu nome atual seja de origem cumana. Os romanos construíram a fortaleza de Erite às suas margens. A bacia do Kamchiya teve um papel fundamental na história do Primeiro Império Búlgaro. Além disso, a maior parte da marinha búlgara medieval, do século VIII ao XIV, foi construída em sua foz graças à qualidade da madeira encontrada na região. No século XVIII, os lipovanos se assentaram na margem sul.

## Geografia e ecologia

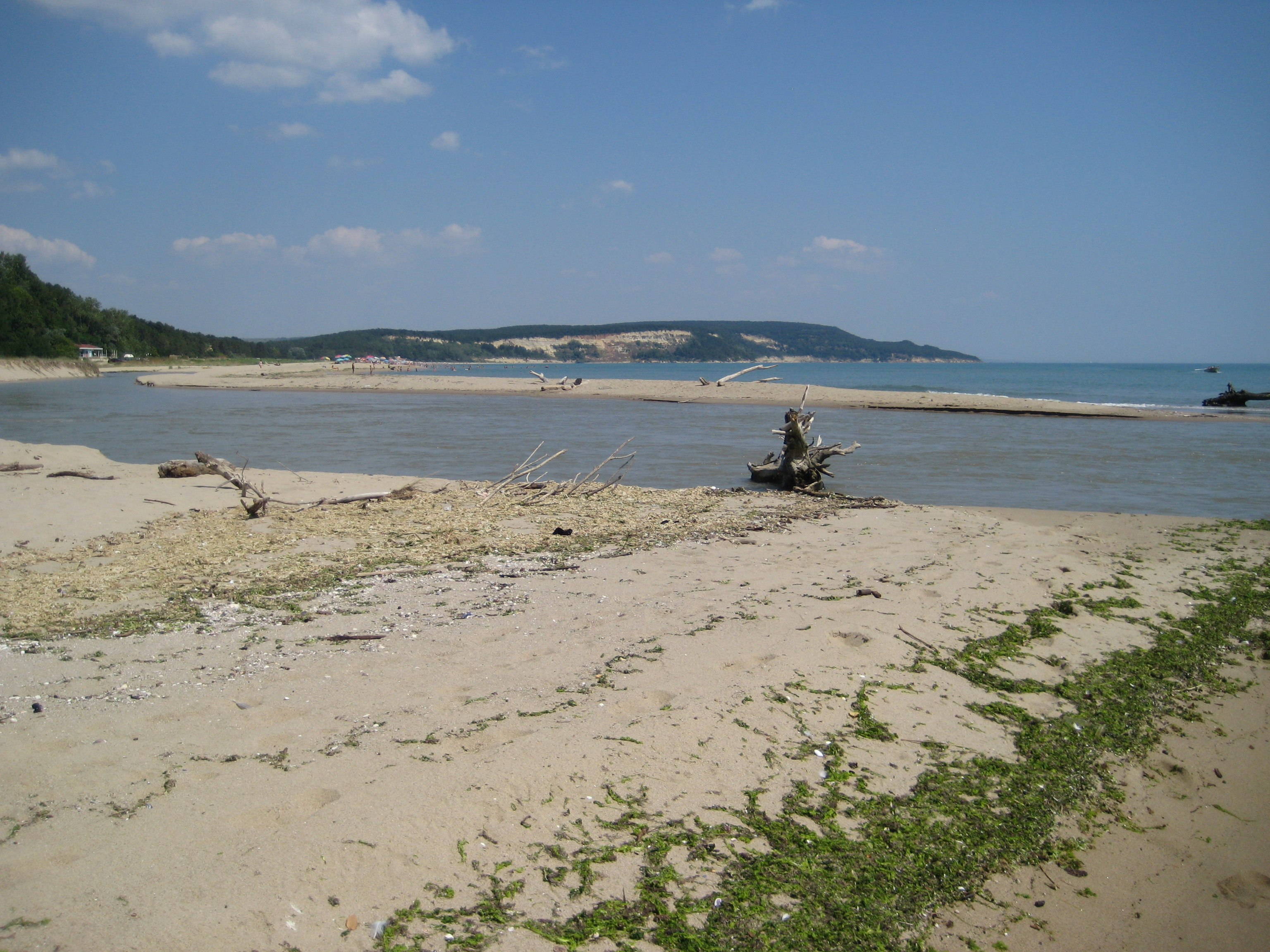
Vista da foz e do cordão do rio Kamchia. Fotografia de P. Marlow (Domínio público).

Seguindo para o sul através da parte oriental da cordilheira dos Balcãs, o Kamchiya serpenteia através da Reserva de Kamchia, uma reserva de biosfera listada pela UNESCO e que protege as florestas nativas contra o desmatamento e a drenagem excessiva que dizimaram-na na primeira metade do século XX. A foz do rio forma um banco de areia e o rio frequentemente transborda inundando a encosta em direção do vale. A reserva tem 40 km de comprimento contando a partir da foz e até 5 km de largura.
A região toda é notável pela variedade - geralmente alagada - de florestas primárias de tipo ribeirinho, com praias de até 450 metros de largura com dunas de até 19 metros de altura cobertas de florestas ou gramíneas, mangues ou restos pantanosos de antigos leitos avançando profundamente na floresta. A rara coexistência de freixos, carvalhos, olmos, amieiros e bordos, algumas com 40-50 metros de altura com lianas escalando por entre os galhos criam a impressão de uma floresta tropical, um verdadeiro emaranhado de plantas.
Entre as 26 espécies de mamíferos que vivem na região estão lontras, veados, javalis e gatos selvagens. Há também 200 espécies de aves, incluindo águias marinhas, falcões e 56 em risco de extinção, e 25 espécies de peixes.
O rio Kamchiya atravessa as cidades de Veliki Preslav e Smyadovo na Província de Shumen e Dalgopol e Dolni Chiflik na Província de Varna. 